# Unterhaltungssoftware Selbstkontrolle

Az USK logója

A Unterhaltungssoftware Selbstkontrolle, azaz az USK egy elektronikus játékokhoz használt korhatár és tartalom besorolási rendszer Németországban.

## Besorolás
|  | Freigegeben ohne Altersbeschränkung gemäß § 14 JuSchG (Korhatár nélkül) Nincs semmilyen korlátozás a játék árusításában. |
|  | Freigegeben ab 6 Jahren gemäß § 14 JuSchG (6 évnél idősebbeknek) Ezt a besorolást kapott játékokban lehet tartalmaz erőszakot. Ezt a besorolást kapott játékok között van a Point Blank, a Mario Kart sorozat, a Lego Star Wars II: The Original Trilogy és a Super Mario Galaxy is.                                                                                              |
|  | Freigegeben ab 12 Jahren gemäß § 14 JuSchG (12 évnél idősebbeknek) Az ilyen besorolást kapott játékok nagy része vagy a háborúkról, vagy verekedésről szól. Tartalmazhat káromkodást is. Ezt a besorolást kapott játékok között van a Ninja Assault, Super Smash Bros. Brawl, a Need for Speed sorozat, a Midnight Club: Los Angeles és a Leisure Suit Larry: Box Office Bust is. |
|  | Freigegeben ab 16 Jahren gemäß § 14 JuSchG (16 évnél idősebbeknek) Ezen játékokban lehetnek fegyveres harcok és több erőszak is, de vér nem. Ezt a besorolást kapott játékok között van a Tom Clancy's Splinter Cell: Double Agent, a Metroid Prime 3: Corruption és a Fahrenheit is.                                                                                             |
|  | Freigegeben ab 18 Jahren gemäß § 14 JuSchG or Keine Jugendfreigabe gemäß § 14 JuSchG (18 évnél idősebbeknek) Ezen játékokban lehetnek véres jelenetek és több erőszak is. Ezt a besorolást kapott játékok között van a Halo 3, a Doom 3, a Hitman: Blood Money és a God of War is.                                                                                                |

Az alacsonyabb besorolás érdekében több játékon is módosítottak. A Grand Theft Auto III-at, a Grand Theft Auto: Vice City-t és a Grand Theft Auto: San Andreas-t több helyen is módosították, hogy egyáltalán árusítani lehessen Németországban. A német verziókban nincsenek fejlövések és kevésbé véresek és néhány fegyvert vagy azok speciális képességeit is kivágták. Ezenkívül a civil megölésével a játékos nem jut pénzhez és néhány küldetés teljes egészében ki lett vágva. A Grand Theft Auto IV-ben semmit sem cenzúráztak és USK 18-as besorolással adták ki.
A "12" besorsolás a fiatalabbak számára csak szülői engedéllyel elérhető.

## Index
Az olyan játékok, amelyek besorolását az USK visszautasította, felkerülnek az Index-re. Ezeket a játékokat csak 18 évnél idősebbek vásárolhatják meg, nem lehet semmilyen médiában sem reklámozni őket.

## Cenzúrázás és a feketelista
2003-ig az USK által besorolt játékokat feketelistára tehették Németországban. Az USK visszautasíthatta a játékok besorolását, majd a BPjM feltehette őket az Index-re is. A Microsoft nem árusítja Németországban azon játékait, amiknek az USK visszautasította a besorolását. Ilyen játék a Dead Rising, a Ninja Gaiden II és a Gears of War is. Reklámozásuk egy 3 hétig tartó börtönbüntetéshez vezethet.

## Külső hivatkozások
- Az USK hivatalos weboldala (németül)